# كريستوفر كيرنز
كريستوفر كيرنز (بالإنجليزية: Christopher Cairns)‏ هو متسابق يخت أسترالي، ولد في 1957.

## وصلات خارجية
- كريستوفر كيرنز على موقع الاتحاد الدولي للملاحة الشراعية (موقع جديد) (الإنجليزية)
- كريستوفر كيرنز على موقع اللجنة الأولمبية الدولية (الإنجليزية)
- كريستوفر كيرنز على موقع أوليمبيديا (الإنجليزية)